# Mitsubishi 6G7-motor
Mitsubishi 6G7-motoren eller Cyclone V6-motoren er en serie af V6-benzinmotorer fra Mitsubishi. Den blev produceret i fem forskellige størrelser, med både enkelte og dobbelte overliggende knastaksler. Nogle udgaver findes også med variabel ventilstyring, og 2.5- og 3.0-liter-udgaver findes også med direkte benzinindsprøjtning. 

## 6G71
6G71-udgaven havde et slagvolume på 1998 cm³ med en boring på 74,7 mm og en slaglængde på 76,0 mm. Den havde en effekt på 88 kW (120 hk) ved 5500 omdr. pr. min og et drejningsmoment på 172 Nm ved 4500 omdr. pr. min.

### Applikationer
- Mitsubishi Debonair
- Mitsubishi Diamante

## 6G72
6G72-udgaven havde et slagvolume på 2972 cm³ med en boring på 91,1 mm og en slaglængde på 76,0 mm. Den har været produceret i 12- og 24-ventilede udgaver, sidstnævnte både med enkelte og dobbelte overliggende knastaksler.
Den sidste udgave blev brugt i Mitsubishi Eclipse GT og Mitsubishi Galant. Effekten var i 2004 157 kW (213 hk) ved 5.500 omdr. pr. min. og momentet 278 Nm ved 4000 omdr. pr. min. Den havde stålblok og cylinderhoveder af aluminium med enkelt overliggende knastaksel. Den havde multipoint-injection og fire ventiler pr. cylinder. Den gamle udgave, som blev brugt i mange Chrysler-modeller siden 1987, var med 12 ventiler og enkelt overliggende knastaksel, og ydede 105 kW (143 hk) ved 5000 omdr. pr. min og 233 Nm ved 3600 omdr. pr. min. I Mitsubishi-modellerne havde den selv samme motor 118 kW (160 hk) ved 5.000 omdr. pr. min. og 184 Nm ved 4000 omdr. pr. min.
Den 24-ventilede udgave med dobbelte overliggende knastaksler blev brugt i Mitsubishi 3000GT og Dodge Stealth med en ydelse på 166 kW (222 hk) og et drejningsmoment på 278 Nm uden turbolader, og 240 kW (326 hk) og 427 Nm med turbolader.

### Applikationer
- Mitsubishi GTO 1990−2001
- Mitsubishi 3000GT 1990−2001
- Plymouth Acclaim 1989−1995
- Dodge Spirit 1989−1995
- Dodge Caravan 1987−2000
- Plymouth Voyager 1987−2000
- Dodge Ram 50 1990−1993
- Dodge Dynasty 1988−1989
- Dodge Raider 1988−1990
- Dodge Stealth 1990−1996
- Chrysler LeBaron 1987−1995
- Chrysler TC by Maserati 1989−1991
- Chrysler New Yorker 1988−1989
- Dodge Daytona 1990−1993
- Dodge Shadow ES 1989−1994
- Plymouth Duster 1992−1994
- Mitsubishi Debonair 1986−1992
- Mitsubishi Eclipse 2000−2005
- Mitsubishi Galant 1999−2003
- Mitsubishi Sigma 1988−1990
- Hyundai Sonata 1990−1998
- Dodge Stratus 2001−2005
- Chrysler Sebring Coupé 2001−2005
- Mitsubishi Diamante 1990−2002
- Mitsubishi Verada 1991−1996 (Australien)
- Mitsubishi Magna 1993−2002 (Australien)
- Mitsubishi L200 1990−2006
- Mitsubishi Mighty Max 1990−1996
- Mitsubishi Pajero/Montero/Shogun 1988−nu (Japan og Mellemøsten)
- Mitsubishi Challenger/Montero Sport 1997−nu

## 6G73
6G73-udgaven havde et slagvolume på 2497 cm³. Den var 24-ventilet med enkelt overliggende knastaksel, men med en mindre boring en 3.0-udgaven af samme blok. Boring og slaglængde var 83,5 × 76 mm. 

### Applikationer
- Chrysler Sebring 1995−2000
- Dodge Avenger 1995−2000
- Chrysler Cirrus 1995−2000
- Dodge Stratus 1995−2000
- Mitsubishi Diamante 1990−2002
- Mitsubishi Galant 1992−1996

## 6G74
6G74 var en 24-ventilet motor på 3497 cm³, som fandtes med både enkelte og dobbelte overliggende knastaksler, sidstnævnte også med variabel ventilstyring. Effekten var 153 kW (208 hk) ved 5000 omdr. pr. min. for udgaven med enkelt overliggende knastaksel, 194 kW (264 hk) ved 6000 omdr. pr. min. og 324 Nm for udgaven med dobbelte overliggende knastaksler og variabel ventilstyring. 
Udgaven med direkte benzinindsprøjtning blev introduceret i april 1997.

### Applikationer
- Mitsubishi Magna 1999−2005 (Australien)
- Mitsubishi Pajero/Montero/Shogun 1993−2004
- Mitsubishi Diamante 1997−2005
- Mitsubishi L200 2006−nu
- Mitsubishi Challenger

## 6G75
6G75 var en udgave på 3828 cm³ med en boring på 95,0 mm og en slaglængde på 90,0 mm. Effekt og drejningsmoment varierer alt efter bilmodel fra 172 kW (234 hk) / 339 Nm til 197 kW (268 hk) / 353 Nm.

### Applikationer
- Mitsubishi Pajero/Montero/Shogun 2003−nu
- Mitsubishi Endeavor 2004−nu
- Mitsubishi Galant 2004−nu
- Mitsubishi Eclipse 2006−nu
- Mitsubishi 380 2005−2008